# 线性表
线性表（英語：Linear List）是由n（n≥0）个数据元素（结点）a[0]，a[1]，a[2]...，a[n-1]组成的有限序列。
其中：
- 数据元素的个数n定义为表的长度 =  "list".length() （"list".length() = 0（表里没有一个元素）时称为空表）
- 将非空的线性表（n>=1）记作：（a[0]，a[1]，a[2]，...，a[n-1]）
- 数据元素a[i]（0≤i≤n-1）只是个抽象符号，其具体含义在不同情况下可以不同

一个数据元素可以由若干个数据项组成。数据元素称为记录，含有大量记录的线性表又称为文件。这种结构具有下列特点：存在一个唯一的没有前驱的（头）数据元素；存在一个唯一的没有后继的（尾）数据元素；此外，每一个数据元素均有一个直接前驱和一个直接后继数据元素。
　　

## 线性表的存储结构
- 顺序表
- 链表
  - 单链表
    - 动态单链表
    - 静态单链表

  - 双链表
  - 循环链表
    - 单循环链表
    - 双循环链表